# James Chadwick
Sir James Chadwick, FRS, angleški fizik, * 20. oktober 1891, Manchester, grofija Cheshire, Anglija, † 24. julij 1974, Cambridge, Anglija.

## Življenje in delo
Chadwick je študiral na Univerzi v Manchestru in Cambridgeu.
Leta 1914 je odšel študirat k Geigerju na Tehniško visoko šolo (Technische Hochschule) v Berlin (danes Tehniška univerza v Berlinu). Med 1. svetovno vojno so ga v Nemčiji zaprli kot sovražnega tujca.
Po vojni se je vrnil v Cambridge, kjer je delal z Rutherfordom pri raziskavah sevanja žarkov γ iz radioaktivnih snovi. Z obstreljevanjem elementov z delci α sta raziskovala tudi njihovo pretvorbo in proučila naravo atomskega jedra.
Chadwick je leta 1932 odkril osnovni delec v jedru, ki je postal znan kot nevtron, ker je brez električnega naboja. Z razliko od helijevih jeder (delcev α), ki so nabiti, in zaradi tega vir močnih električnih sil v jedrih težkih atomov, električne ovire ne vplivajo na nevtrone. Nevtroni lahko prodrejo v jedro še težjih elementov in jih lahko razcepijo. Na ta način je Chadwick pripravil pot za jedrsko cepitev urana-235 in izdelavo jedrske bombe. 
Leta 1935 je postal profesor fizike na Univerzi v Liverpoolu. Med 2. svetovno vojno se je v ZDA pridružil Projektu Manhattan pri izdelavi prve jedrske bombe.
Po vojni se je vrnil na Univerzo v Liverpoolu. Med letoma 1948 in 1958 je poučeval na Univerzi v Cambridgeu.

## Priznanja

### Nagrade
Za odkritje nevtrona mu je Kraljeva družba iz Londona tega leta podelila Hughesovo medaljo, leta 1935 pa je prejel Nobelovo nagrado za fiziko.
Za svoje znanstvene dosežke je Chadwick leta 1950 prejel Copleyjevo medaljo Kraljeve družbe.